# Eisenbahnunfall von Herford
Beim Eisenbahnunfall von Herford entgleiste am 31. März 1901 ein Personenzug vor der Einfahrt in den Herforder Bahnhof. Dabei erlitten einige Personen nur leichte Verletzungen.

## Ausgangslage
Der 31. März des Jahres 1901 war Palmsonntag. Nach wochenlangem Frost war das Wetter grau und regnerisch bei Temperaturen um zehn Grad. Es war 12:45 Uhr und in Herford herrschte Mittagsruhe. In einer langgezogenen Kurve zwischen der Ahmser- und Elverdisser Straße der eingleisigen Bahnstrecke Herford–Himmighausen war ein Gleis gebrochen.

## Unfallhergang
Aus Richtung Altenbeken näherte sich der Personenzug 575 dem Herforder Bahnhof. Etwa 1000 Meter vor der Einfahrt in den Bahnhof entgleiste der Zug wegen des Schienenbruchs. Die Lokomotive bohrte sich in die angrenzende Böschung, so dass sich die Waggons ineinanderschoben und verkeilten. Da der Zug wegen der Kurve und der Einfahrt in den Bahnhof abbremsen musste, entgleiste er nicht in voller Fahrt mit eventuell schwereren Folgen.
Auf einen derartigen Unfall war niemand vorbereitet, da es weder Notfall- noch Notrufsysteme gab. So gab es auch keine schnelle medizinische und technische Hilfe. Lediglich die Anwohner aus den umliegenden Häusern zogen die um Hilfe schreienden Unfallopfer aus den Waggons. Sie waren aber mit der Situation weitgehend überfordert. Auch die Feuerwehr, die erst nach einiger Zeit eintraf, war auf so einen Fall nicht vorbereitet und ausgebildet. Zuvor konnten ein Arzt, der unter den Reisenden war, sowie zwei weitere Ärzte, die an der Unfallstelle eintrafen, Erste Hilfe leisten.

## Folgen
Einige Personen erlitten lediglich leichte Verletzungen. So hatte der Lokomotivführer zwei verletzte Finger, der Packmeister der Gepäckwagen eine Wunde am Kopf, der Heizer starke und eine Reisende leichte Prellungen.
Bis in die Abendstunden versammelten sich Schaulustige um die Unglücksstelle.
Innerhalb eines Tages wurde ein Notgleis verlegt, über das die Züge an der Unfallstelle vorbeigeführt wurden. Die Lok und die Waggons wurden nach sechs Tagen abtransportiert.